# Hundborg
Hundborg er en by i Thy med 420 indbyggere  (2025), beliggende i Hundborg Sogn, som har en central beliggenhed lige midt i Thy i kanten af Nationalpark Thy, blot 12 kilometer vest for Thisted, 8 kilometer øst fra Nørre Vorupør og Vesterhavet og seks kilometer nord for Snedsted. Byen ligger i Region Nordjylland og hører under Thisted Kommune.
I Hundborg ligger bl.a. Hundborg Børnehus (vuggestue og børnehave), Hundborg Friskole, Feriehus Thy, Dagli'Brugsen Hundborg, Sparekassen Thy afd., Thy Sportsefterskole, Hundborg Boldklub, og Hundborg Kirke.

## Hundborgstenen
Hundborgstenen er en 170 ton tung vandreblok af typen larvikit, som i 2019 blev gravet fri på en mark øst for Hundborg. Udgravningen var en del af et klyngelandsbyprojekt i samarbejde med Sjørring og Snedsted, som bl.a. blev støttet af Thisted kommune. Stenen var efter sigende stor og blandt de i største i Danmark. Derfor ville man gerne grave den fri og fortælle om dens rejse fra Larvik i Norge til Hundborg i Thy under istiden. Stenen blev i 2020, efter udgravningen, slæbt godt 100 m til dens nuværende beliggenhed ved Brendhøjvej. Stenen blev fastslået til at være Danmarks sjettestørste sten og i 2021 etableres der sti, parkeringsplads og infotavler mm.

## Byen har rødder fra Vikingetiden
Byen har historie helt tilbage fra vikingetiden (ca. år 1000), da man under etablering af nyt stadion anlæg tilbage i 1995 fandt den største vikingelandsby i Thy. Her blev der på de godt 5000m2 fundet 15 langhuse og 51 små arbejdshytter (grubehuse). Man forventer at vikingelandsbyen er endnu større og strækker sig til Hundborg Kirke.

## Hundborg buen er helt unikt
Hundborg by er omkranset af Hundborg Buen på den nordlige side, som er et landskab der blev skabt under istiden. Dette er meget atypisk for området og det har også skabt Thys anden højeste punkt Bavnehøj, hvor man bl.a. kan se Vesterhavet mod vest og i klart vejr se Vestervig Kirke 35 km derfra.